# Memoriał Alfreda Smoczyka 1973
XXIII Memoriał Alfreda Smoczyka odbył się 7 października 1973 r. Wygrał Bernard Jąder.

## Wyniki
- 7 października 1973 r. (niedziela), Stadion im. Alfreda Smoczyka (Leszno)
- Najlepszy Czas Dnia: Zenon Plech - 76,00 sek. w 1 wyścigu

| Msc. | Zawodnik                | Klub / Kraj           | Pkt |             |  |
| ---- | ----------------------- | --------------------- | --- | ----------- |  |
| 1    | (15) Bernard Jąder      | Unia Leszno           | 15  | (3,3,3,3,3) |  |
| 2    | (4) Zenon Plech         | Stal Gorzów Wlkp.     | 12  | (3,3,3,u,3) |  |
| 3    | (5) Zbigniew Jąder      | Unia Leszno           | 11  | (1,3,2,3,2) |  |
| 4    | (2) Dieter Tetzlaff     | NRD                   | 11  | (2,2,1,3,3) |  |
| 5    | (7) Zygmunt Słowiński   | Sparta Wrocław        | 10  | (3,2,2,1,2) |  |
| 6    | (14) Leszek Marsz       | Wybrzeże Gdańsk       | 8   | (2,0,3,2,1) |  |
| 7    | (3) Alojzy Norek        | Unia Leszno           | 7   | (0,d,2,2,3) |  |
| 8    | (16) Antoni Heliński    | Unia Leszno           | 7   | (1,2,3,u,1) |  |
| 9    | (11) Andrzej Jurczyński | Włókniarz Częstochowa | 7   | (3,1,2,1,d) |  |
| 10   | (1) Andrzej Pogorzelski | Unia Leszno           | 7   | (1,1,d,3,2) |  |
| 11   | (6) Jerzy Bożyk         | Włókniarz Częstochowa | 5   | (2,3,d,-,-) |  |
| 12   | (8) Jerzy Padewski      | Stal Gorzów Wlkp.     | 5   | (0,1,1,2,1) |  |
| 13   | (13) Paweł Protasiewicz | Falubaz Zielona Góra  | 4   | (0,2,d,u,2) |  |
| 14   | (10) Czesław Piwosz     | Unia Leszno           | 4   | (2,1,1,u,d) |  |
| 15   | (12) Stanisław Nowak    | Sparta Wrocław        | 2   | (1,0,0,0,1) |  |
| 16   | (9) Dieter Jensch       | NRD                   | 1   | (0,0,0,1,0) |  |
|      | (R1) Jan Jąder          | Unia Leszno           | 2   | (2,0)       |  |

## Bieg po biegu
1. (76,00) Plech, Tetzlaff, Pogorzelski, Norek
2. (77,00) Słowiński, Bożyk, Zb. Jąder, Padewski
3. (77,20) Jurczyński, Piwosz. St. Nowak, Jensch
4. (77,00) B. Jąder, Marsz, A. Heliński, Paweł Protasiewicz
5. (76,20) Zb. Jąder, Paweł Protasiewicz, Pogorzelski, Jensch
6. (78,00) Bożyk, Tetzlaff, Piwosz, Marsz
7. (77,40) B. Jąder, Słowiński, Jurczyński, Norek (d)
8. (77,40) Plech, A. Heliński, Padewski, St. Nowak
9. (78,00) A. Heliński, Jurczyński, Bożyk (d), Pogorzelski (d)
10. (78,00) B. Jąder, Zb. Jąder, Tetzlaff, St. Nowak
11. (79,00) Marsz, Norek, Padewski, A. Heliński
12. (77,40) Plech, Słowiński, Piwosz, Paweł Protasiewicz
13. (79,00) Pogorzelski, Marsz, Słowiński, St. Nowak
14. (78,60) Tetzlaff, Padewski, Jurczyński, Paweł Protasiewicz
15. (78,80) Zb. Jąder, Norek, Piwosz (u), A. Heliński (u)
16. (78,20) B. Jąder, J. Jąder, Jensch, Plech (u) / J. Jąder za Bożyka
17. (78,20) B. Jąder, Pogorzelski, Padewski, Piwosz (d)
18. (80,00) Tetzlaff, Słowiński, A. Heliński, Jensch
19. (81,00) Norek, Paweł Protasiewicz, St. Nowak, J. Jąder / J. Jąder za Bożyka
20. (78,00) Plech, Zb. Jąder, Marsz, Jurczyński (d)

O Puchar ZMSP
21. (77,90) Plech, Jurczyński, B. Jąder